# Ilva Ligabue
Ilva Ligabue (* 23. Mai 1932 in Reggio nell’Emilia; † 19. August 1998 in Palermo) war eine italienische Opernsängerin (Sopran).

## Leben
Als die bekannteste Rolle der in Mailand ausgebildeten Sängerin galt die Partie der Alice Ford in der Oper Falstaff von Giuseppe Verdi. In dieser Rolle gastierte sie nach ersten Erfolgen in Italien auch an der Covent Garden Opera in London, an der Wiener Staatsoper, am Teatro Colón in Buenos Aires, bei den Festspielen in Glyndebourne, Salzburg, Aix-en-Provence sowie in Tel Aviv, Dallas und Chicago. Außerdem nahm sie die Rolle in zwei Gesamtaufnahmen für Schallplatten auf, einmal unter Georg Solti für Decca Records und einmal unter Leonard Bernstein für CBS. Auch sang sie u. a. die Donna Elvira in Don Giovanni von Wolfgang Amadeus Mozart.

## Aufnahmen
- Boito: Nerone (Rolle: Asteria) – Living Stage
- Mozart: Don Giovanni (Rolle: Donna Elvira) – Mondo Musica
- Verdi: Falstaff (Rolle: Alice Ford) – Decca
- Verdi: Falstaff (Rolle: Alice Ford) – CBS
- Verdi: Requiem – BBC Legends
- Zandonai: Francesca da Rimini (Rolle: Francesca) – Myto